# Marmosa de Tyler
La marmosa de Tyler (Marmosa tyleriana) és un marsupial sud-americà de la família dels didèlfids. És originària dels tepuis de terres altes de la Guaiana de Veneçuela.